# 5 f.Kr.
| 5 f.Kr.            |
| ------------------ |
| Dødsfald - Fødsler |